# 南苑航空学校

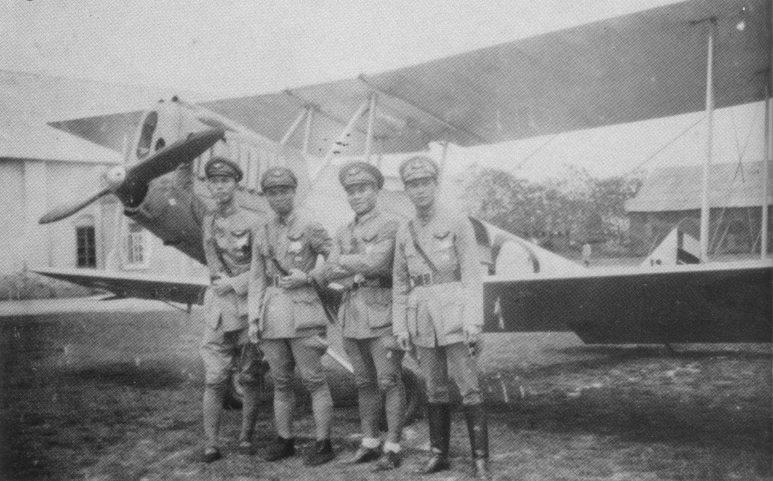
航校教官与一架艾佛羅教練機

南苑航空学校は、1913年に北洋政府軍政参謀本部が北京の南苑（現：豊台区南苑街道機場社区）に創設した中国史上初の飛行学校である。

## 歴史
のちに飛行場となる北京の南苑五里店練兵場（廡甸毅軍操場）は1904年に毅軍によって作られ、のちに王士珍の新軍第六鎮が利用していた。1910年8月、日本で航空技術を学んでいた劉佐成と李宝浚は駐日公使・胡惟徳の支援によりフランスの「桑麻式」飛行機を携えて帰国した。軍諮府（参謀本部に相当）は1910年8月、劉佐成と李宝浚に南苑練兵所に飛行機小試験廠を設置させ、また伝習所を設置。また、国産機の製造に携わり、飛行試験を行うも失敗した。
初の中国人飛行士は、1909年9月21日にアメリカで中国人初の飛行を果たした広州出身の馮如で、1911年6月21日に広州の燕塘飛行場で自作の航空機で飛行したが、米国籍だった上に、馮はこの飛行で墜落して死亡した。
一方、軍諮府は摂政の愛新覚羅載灃の承認を受け、禁衛軍で飛行隊の設置計画を立案、官費で陸軍部のフランス留学班であった新軍軍人の秦国鏞、鮑丙辰、姚錫九、潘世忠、英国留学生厲汝燕（1911年10月17日にライセンス取得）らパイロット養成に乗り出した。のち、1914年度版ジェーン航空機年鑑には7名の中国人パイロットの名がある。中でも、秦国鏞は1911年4月6日に南苑で初飛行を果たしており、これが中国人パイロット初の国内飛行であるとされる。彼らは禁衛軍航空隊として秋操で公開飛行を披露する予定であったが、辛亥革命により頓挫した。
辛亥革命勃発後、黎元洪率いる湖北軍政府はエトリッヒ・タウベ2機を発注。しかし機体が届いたころには革命は終結しており、南京臨時政府は南京衛戍司令部交通団の管轄下に初の航空隊である飛行営（営長：李宝浚）を組織する。しかし、北洋政府の成立後飛行営は解体され、タウベは南苑に送られた。
1913年春、総統府軍事顧問となっていたフランス駐華公使館附駐在武官のジョルジュ・ブリソー＝デマイエ大佐は中華民国臨時大総統袁世凱に対し、航空機と潜水艦がこれからの戦力で重要になると説き、航空学校の開設を建議した。また、3月には黎元洪副大総統が中心となり、27万銀元の借款を以てコードロン G.3およびG.4合計12機の練習機を購入、更に6万銀元で陸軍第三師の管轄となっていた南苑練兵所を完全な飛行場に改装し、修理廠と宿舍を建設した。同地には第三師の管轄で飛行訓練班が設置され、帰国後に滬軍都督府航空隊隊長となっていた厲汝燕が飛行主任兼修理廠廠長となる。
同年9月1日、南苑航空学校が正式に開校。初代校長に秦国鏞、副校長に佟済煦、王鄂が教育長、厲汝燕が飛行主任教官となった。課程では学科と技術科が実施された。学員の大半は陸軍学堂の卒業生たる少尉～中尉クラスの少壮軍官で、第一期学制は一年間であったが、のち二年間となった。教育課程は普通組と高級組があった。
1913年冬に内蒙古で反乱が起こると、南苑航校教官の潘世忠操縦、1期生生徒の呉経文偵察で「托羅蓋」にて偵察任務を行う。これが初の実戦投入となる。1914年春、白朗の反乱で潘世忠らが信陽で偵察・爆撃任務を行い、続いて秦国鏞に率いられ1期生の章斌と関庚泉ら操縦の1機、厲汝燕操縦の1機が西安に派遣された。1915年、陳宧の四川派遣に伴い、李藻麟、呉振璽、劉既長と航空機2機で航空連が編成され、成都に駐屯。護国戦争が起こると、四川省、湖南省に各2機が派遣されたが、袁世凱の死により中止となった。
1916年10月12日、「航空学校条令」が公布される。この条令では資格、校則、待遇、過程、試験、経費など8章60条が定められたほか、科目表、給料予定表、なども付いていたが、暫定的なものであった。1917年1月17日、2章22項からなる「航空学校学員技工待遇条令」が公布される。航空教育に関する重要事項であったことから、参謀本部の起案後、国務院を通過し、大総統黎元洪の名で公布された。
張勲復辟勃発後の1917年7月5日、校長の秦国鏞は段祺瑞に対し「飛行人員を率いて、討逆軍各部と一致行動を取ります」との電報を発している。7月7日、段祺瑞の命により秦国鏞と教官の姚錫九、鮑丙辰で討逆軍臨時航空隊が編成され、コーデュロンC型で紫禁城への偵察、豊台の弁子軍陣地や北京城内南河沿の張勲邸宅への爆撃、天安門上空で投降を呼びかけるビラ散布を行った。
1919年、段祺瑞は「航空計画」を立案、フランス式からイギリス式に切り替え、フェルトン・ホルト少将率いる軍事顧問団を招聘。学校は参謀本部から新たに成立した国務院航空事務処（長：丁士源）の管轄となり、それに合わせて航空教練所と改称した。北京企業組合代表のトーマス・バーソン（T.A. Barson） を介して購入したハンドレページ O/400 6機が11月より相次いで到着し、英国人教官2名によって生徒に慣熟訓練がなされた。翌1920年春にはアブロ 504Kも到着。このほか、英国のビッカース ビミー・コマーシャルとヴィッカーズ VIM（それぞれ大ビミー（大維梅）、小ビミーと呼ばれた）を導入。
1920年8月、曹錕・張作霖は北京を制圧。しかし、張作霖は航空教練所などから大ビミー4機、小ビミー4機など航空機10数機、機材の大半、姚錫九らの人員を東北に持って行ってしまった。このため、曹錕は保定航空隊を設置、また直隷派の航空戦力育成のためのちに保定航空学校を設立する。
第一次奉直戦争後の同年10月1日、段祺瑞政権時代に借款で購入していた大ビミー40機、小ビミー35機、アブロ 504K 60機が到着。11日、大ビミーの戦力化のため清河県に「大維梅訓練班」（長：趙雲鵬）を設置。1期生より尉遅良、趙歩墀、2期生より張画一、鄧建中、3期生より李珉、曹宝清、顧栄昌らが練習員に任ぜられ、英国より招聘された教官やパイロットにより改装訓練が行われた。
1923年、国立北京航空学校に改名、航空事務処も航空署に再編された。1924年4月、中央航空司令部隷下に置かれる。
9月の江浙戦争勃発前夜、教育長の蒋逵に中央臨時航空隊の編成が命じられる。蒋逵が隊長、徐曰甫、米嘉禾、謝鳴皋らが隊員となり、任務に当たる事となった。中央臨時航空隊の蘇州駐屯当時、鮑丙辰を指揮官として江蘇航空隊（隊長：尉遅良）との統一指揮部が編成され、飛行員8人、爆撃機8機を共有した。そして第二次奉直戦争が本格的に勃発すると、4期生も派遣され航空第4隊が編成された。また、校長の金世中を隊長、教育長の金巨堂を副隊長とする予備隊が編成され、引き続き訓練を行った。
1925年5月10日、北京を掌握した奉天派は航空署人事を一新するが、校長は金世中が留任した。
1928年、北洋政府の消滅に伴い南苑航空学校も15年の歴史に終止符を打った。廃校までの間、四期共158名の飛行学員を輩出した。卒業生は保定航空学校の教官となったり、のちには中華民国空軍の中堅幹部となり、空軍の発展や後進育成に多大な貢献をもたらした。

## 主な教員

### 校長
- 秦国鏞：1913年9月～

航空教練所所長
- 王鄂
- 厲汝燕：1913年3月飛行訓練班飛行主任、9月主任教官
- 鮑丙辰：1921年2月25日[30]～
- 沈覲宸（中国語版）：1922年
- 周家澍：1922年4月1日[31]

北京航空学校校長
- 趙雲鵬
- 金世中（二次任期）[32]
- 曹宝清

### 副校長
- 佟済煦（中国語版）

### 教育長
- 王鄂（参謀本部科長）：1913年9月～
- 姚錫九
- 王季子
- 蒋逵
- 金巨堂
- 蔡祖堯：1925年5月[29]～

### 教官
- 林福元（アート・リム）
- 潘世忠：修理廠長兼任[33]（1913年9月～1914年春[34]）
- 呉承禧：無線教習担当、機器廠長兼任（1914年春～[35]）
- ポーレ（Borreg、博楽）大尉：フランス人、1913年夏帰国[13]
- エミール・オーバ（フランス語版）（Emile Obre、奥巴）軍曹[36]：フランス人
- ボフ（Boff、博発）、修理技師[34]
- マルティネッシュ（Martinèche、馬地乃士）、修理技師[34]
- ペーデシェン（裴特生）
- ルイス（路易斯）
- スポンジ（Sponngitis、史普緒）、医官[34]

## 主な出身者
第1期
1913年9月入学、1914年12月卒業、62名中41名卒業
- 趙雲鵬、章斌、金世中、黄静波、杜裕源、趙歩墀、金賢、張納墀、李藻麟、蔡祖堯、方抱一、黄静波、杜裕源、関庚泉、荘以臨、杜保銘、関忠銘、劉保泰、劉既長、楊豸（楊文獬とも）、何宗標、呉振璽、胡文彬、趙勲、劉明章、劉振国、王鳳翔、銭乃斌、王勇智、関文海、馬恩錫、方抱一、李金城、尉遅良、張凱、趙希曾、孫華管、呉永忠、白永魁、曹崇俊、靳西銘、傅国標、翁松泉、呉経文

第2期
1915年3月入学、1917年3月卒業、合計42名
- 蔣逵、沈徳燮、周明、王季子、朱同勲、趙祥禄、羅夔、支応遴、関応璋、呉汝夔、范兆棠、袁振青、王堯周、張延齢、段席珍、鈕玉庭　李士怡、江光瀛、陳歩洲、張画一、馬振昌、鄒慶雲、趙懐彬、張国輝、張守禄、陳屏藩、梁富、和震、周郅戡、張子斌、白明印、趙天豪、何士龍、趙延緒、陳泰耀、劉道夷、曹明志、馬毓芳、馬桂山、田兆霖、傅錦隆、鄧建中

第3期
1920年3月入学、1923年4月12日卒業、合計40名
- 李珉、陳嘉榞、葛世平、曹宝清、王立序、欧陽璋、胡百錫、顧栄昌、陳思濂、劉国楨、耿煜曾、謝雲鶴、徐国一

第4期
1923年11月入学、1925年11月卒業、合計36名
- 高在田、李瑞彬、曹文炳、丁普明、郝中和、王振五、厳偉成、阮恩溥、王福恒、唐金声、袁宝琛、趙鳳林、焦義成、呂振先、晏長祜、李雲鵬、劉錫哲、劉中檀、孔慶桂、王貞、馬寿山、王世源、張国宝、陳徳全、張守珀、苗福田、呉鴻裾、石曼牛、石宗浣、郭鴻湘、慕成化、楊郁文、李文禄、李錫珪